# Hyouka
Hyouka (氷菓?  "Glass"), egentligen Koten-bu (古典部?  "Klassisk litteratur-klubben"), är en deckare/kärleksromanserie som skrivs av Honobu Yonezawa. Den första romanen, Hyouka, gavs ut 2001, och har fått fyra uppföljare. Utöver romanerna har ett antal noveller givits ut i tidskriften Yasei Jidai.

## Handling

### Huvudfigurer
Houtarou Oreki (折木 奉太郎 Oreki Houtarou?)Houtarou är bokseriens protagonist. Han lever för valspråket att "om jag inte måste göra något, så gör jag det inte, men om jag måste så gör jag det så snabbt så möjligt". Han är ointresserad av det mesta, och går bara med i klassisk litteratur-klubben när hans storasyster Tomoe ber honom om det för att den inte ska upplösas på grund av brist av medlemmar. Han hävdar att han inte gillar att slösa på sin energi, men när han får upp ögonen för ett mysterium kan han inte låta bli att gå till botten med det. Det antyds att han har känslor för Chitanda. I animen röstskådespelas han av Yuichi Nakamura.
Eru Chitanda (千反田 える Chitanda Eru?)Chitanda är en frågsam flicka som går med i klassisk litteratur-klubben. Hon säger flera gånger under bokseriens gång "jag är nyfiken!" (私、気になります！ watashi, ki ni narimasu!?), och drar med sig Houtarou i mysterier. Det antyds att hon har känslor för Houtarou. I animen röstskådespelas hon av Satomi Satou.
Satoshi Fukube (福部 里志 Fukube Satoshi?)Satoshi är en av Houtarous klasskamrater, och går med i klassisk litteratur-klubben med honom. Han är stolt över sitt fantastiska minne, och kallar sig själv för en "mänsklig databas". Han försöker att få Houtarou att bli mer delaktig i livet i allmänhet, men är avundsjuk på Houtarous slutledningsförmåga. I och med vårterminen på deras andra år i skolan börjar han dejta Mayaka. I animen röstskådespelas han av Daisuke Sakaguchi.
Mayaka Ibara (伊原 摩耶花 Ibara Mayaka?)Den fjärde medlemmen i klassisk litteratur-klubben, som går med efter de andra tre. Hon gick i samma skola som Houtarou och Satoshi i middle school, och kommer till att börja med inte så bra överens med Houtarou, men deras förhållande blir bättre efter att hon har blivit vän med Chitanda. Mayaka är utöver litteratur-klubben även medlem i skolans manga-klubb. Hon har varit förälskad i Satoshi sedan länge, som inte har tagit henne på allvar, men börjar dejta honom i andra årets vårtermin. I animen röstskådespelas hon av Ai Kayano.

## Romaner
- 2001 - Hyouka: You can't escape (氷菓?  "Hyouka: Du kan inte fly") ISBN 978-4-04-427101-5
- 2002 - Gusha no End Roll: Why didn't she ask EBA? (愚者のエンドロール?  "Narrens lista över medverkande: Varför frågade hon inte EBA?") ISBN 978-4-04-427102-2
- 2005 - Kudryavka no Junban: Welcome to Kanya Festa! (クドリャフカの順番?  "Kudryavka-sekvensen: Välkommen till Kanya Festa!") ISBN 4-04-873618-3
- 2007 - Toumawari Suru Hina: Little birds can remember (遠まわりする雛?  "Hina-dockan som tog en omväg: Små fåglar kan komma ihåg") ISBN 978-4-04-873811-8
- 2010 - Futari no Kyori no Gaisan: It walks by past (ふたりの距離の概算?  "Uppskattningen av avståndet mellan de två: Det vandrar förbi") ISBN 978-4-04-874075-3

## Annan media

### Manga
En manga-adaption började ges ut av Kadokawa Shoten i Shōnen Ace i mars 2012. Serien ges även ut i samlingsvolymer; den åttonde släpptes den 26 januari 2015.

### Anime
En anime-adaption av de fyra första romanerna sändes på TV i Japan i 22 avsnitt mellan den 22 april och den 16 september 2012. Ett Original Video Animation-avsnitt sändes den 8 juli 2012 via Ustream, och släpptes senare på Blu-ray i en bundling med den tredje volymen av mangan.
Animen regisserades av Yasuhiro Takemoto, och producerades av Kyoto Animation.

## Översättning
Böckerna och deras adaptioner har enbart givits ut officiellt på japanska, men ett engelskspråkigt fanöversättningsprojekt på översättningssidan Baka-Tsuki pågår; den 15 mars 2015 hade de tre första romanerna, samt de tre första kapitlen i den fjärde romanen, översatts.